# 周恩来鄧穎超紀念館
周恩来鄧穎超紀念館（しゅうおんらいとうえいちょうきねんかん、中国語：周恩来邓颖超纪念馆）は、中華人民共和国天津市南開区水上北路の天津水上公園風景区内にある博物館。敷地は6万平方メートル、建築面積は7千平方メートル。

## 歴史
周恩来鄧穎超紀念館は1998年に建てられたもので、前身は周恩来青年時代の「在津革命活動紀念館」だった。中国全国愛国主義教育モデル基地と紅色旅游経典景区でもある。

## 展示物

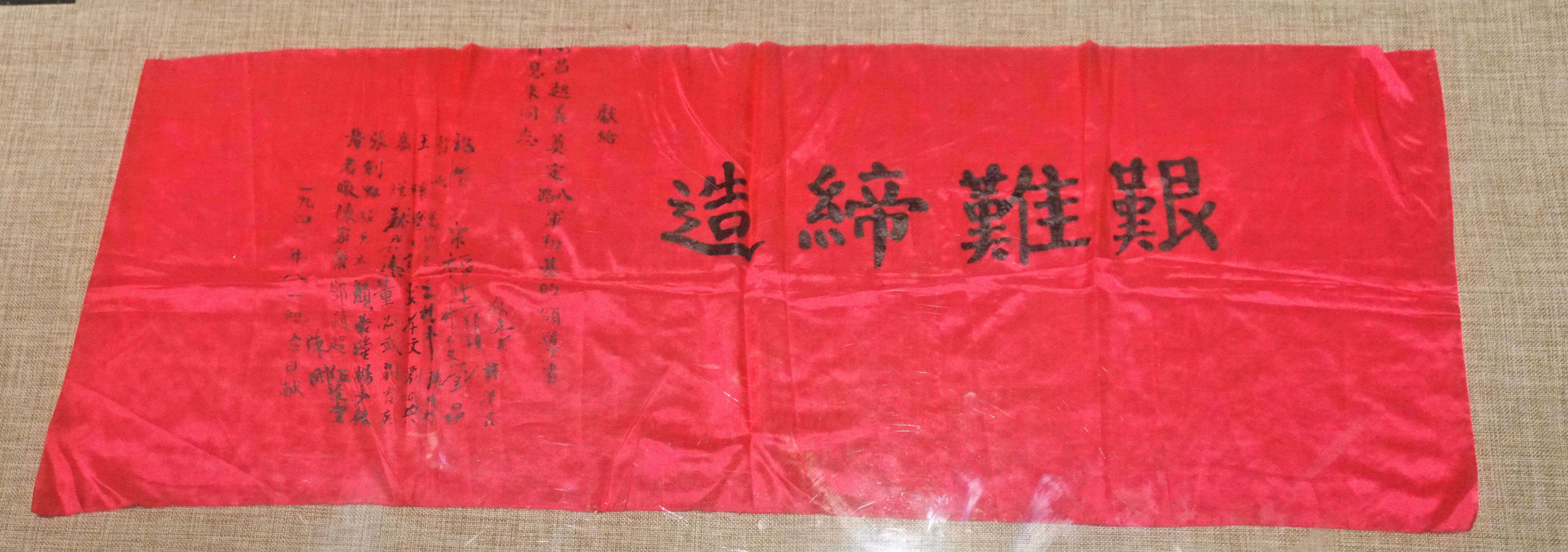
1942年8月、中共南方局関係者が南昌蜂起15周年を記念し周恩来に贈った錦旗

周恩来鄧穎超紀念館には約8000点の物が所蔵されており、このうち約100点は国家一級文化財である。
- 屋外展示：Il14型-678(600)号機：中華人民共和国国務院総理・周恩来の初の専用機で、旧ソ連政府から贈られた。(二級文化財)

所蔵されている一級文化財は以下の通りである。
- 1989年10月、日本の池田大作創価学会名誉会長が贈った周恩来と鄧穎超の肖像画
- 1938年11月13日、周恩来の鄧穎超宛の手紙
- 1965年6月、エジプトのナーセル大統領（当時）が周恩来にプレゼントした19インチの白黒テレビ
- 1947年3月25日、周恩来の鄧穎超宛の手紙
- 1928年、鄧穎超・共産国際六大証書
- 1947年4月16日、鄧穎超の周恩来宛の手紙
- 1939年、周恩来のソ連の傷痕治療の時の旅館出入証
- 1947年4月21日、鄧穎超の周恩来宛の手紙
- 1947年5月31日、鄧穎超の周恩来宛の手紙
- 1947年11月11日、鄧穎超の周恩来宛の手紙
- 1947年12月31日、鄧穎超の周恩来宛の手紙
- 1949年7月19日、周恩来の鄧穎超宛の手紙
- 1948年2月2日、周恩来の鄧穎超宛の手紙
- 1948年2月9日、周恩来の鄧穎超宛の手紙
- 1969年3月12日、鄧穎超の周恩来宛の手紙
- 1955年4月10日、鄧穎超の周恩来宛の手紙
- 1947年6月15日、鄧穎超の周恩来宛の手紙
- 1947年9月29日、周恩来の鄧穎超宛の手紙
- 1917年6月5日、厳智崇の（六妹の智安が周恩来と結婚し）父親の厳範孫への返信
- 1920年に編纂された周恩来の『検庁日録』
- 1920年8月、天津覚悟社の一部社員との写真
- 1916年、天津南開学校敬業楽群会の発起人、周恩来と張瑞峰と常策欧の写真
- 1922年、周恩来のドイツの胸像
- 1919年8月9日、《天津学生連合会報》
- 1950年1月12日、周恩来の鄧穎超宛の手紙
- 1955年4月12日、周恩来の鄧穎超宛の手紙
- 1942年8月、中国共産党南方局関係者が南昌蜂起15周年を記念し周恩来に贈った錦旗
- 1954年7月21日、周恩来のサイン付きの、周恩来とチャップリンとの写真
- 皖南事変の時に見逃した、周恩来と鄧穎超の重要記念物である磁器の箱
- 1924年6月、天津女星社が創設した女星第一学院甲種第1期卒業の教師と生徒たちとの写真
- 1923年、天津女星社が設立した天津女星第一学院の開校記念写真
- 1922年4月6日、ベルリン戦線塔の下での周恩来、劉清揚（中国語版）、趙光宸（中国語版）、謝承瑞の写真
- 1922年、周恩来、趙光宸、謝承瑞のベルリンのヴァン湖での写真
- 1939年、周恩来の篆刻した印章「周翔宇」
- 1960年代、ホーチミンが鄧穎超に贈ったホーチミン像の首輪飾り
- 周恩来が青年時代に使った銅の筆記具
- 1959年6月、周恩来の篆刻した「周恩来蔵書印」と「周恩来」印
- 1920年、天津で逮捕された愛国代表が出獄し、車に乗って地方裁判所を出発した時の写真
- 1920年、天津で逮捕された愛国代表が出獄し、車に乗って街頭行進している写真
- 抗日戦争時、鄧穎超の母親の楊振徳が残した、鄧穎超の遺物である腕時計
- 1920年、周恩来が親友の尚墨卿のために用意した誕生日のプレゼントの額縁（鏡の心のみが残っている）
- 1922年、欧州旅行中、友人の趙光宸、謝承瑞、宝銘ら5人とのベルリンでの写真
- 1917年、留日期の周恩来の絵
- 周恩来と鄧穎超が保存した『覚悟』
- 1920年、[[福州事件]]を応援するときに、天津で逮捕された愛国代表との出所後の記念写真
- 1917年6月9日、厳智崇の六妹の智安が周恩来と結婚することになってから、父親の厳範孫に送った手紙
- 1920年、周恩来は渡欧してアルバイトをする前の天津での写真
- 1919年9月25日、北洋政府の黎元洪元大統領に贈られた南開大学の入学式の写真
- 1920年、天津の愛国者王墨林が保存し、周恩来が編纂した「警庁拘束記」
- 1917年、周恩来、趙敏ら9人との天津李善人公園（後の人民公園）での写真
- 1976年1月14日、周恩来の遺体が火葬された時に燃えなかった靴の弓子とジッパー
- 1922年10月23日、周恩来がドイツから訪欧中共党団組織員の趙光宸に宛てたはがき
- 1922年3月12日、周恩来がベルリンから、留学中の南開の学友の常策欧に宛てたはがき
- 1976年1月14日、1992年7月17日に周恩来・鄧穎超が逝去した後、遺骨を入れた骨壺
- 1976年1月、鄧穎超が通っていた天津市紅橋区の天虹服装工場の女性従業員73人が縫製した綿入れの上着
- 1923年5月8日、周恩来が旅欧中国共産主義青年団パリ支部書記の傅烈に宛てたはがき
- 1922年3月25日、周恩来がベルリンから、留学中の南開の学友の常策欧に宛てたはがき[2]

## 展示ホール

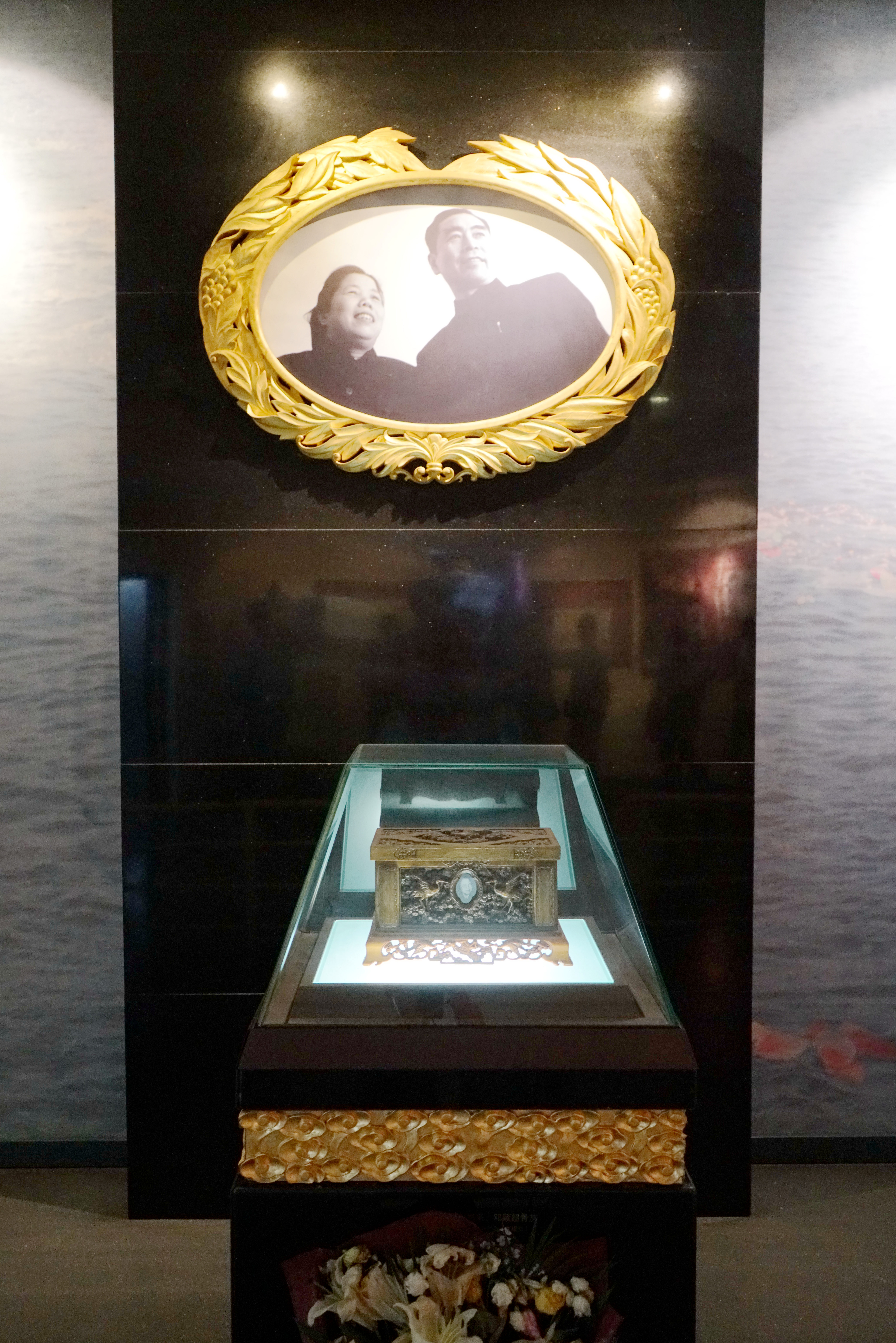
瞻仰ホールにあるガラス箱の中には周恩来、鄧穎超の骨壷が並んでいる。

- 瞻仰ホール
- 周恩来の生涯展示ホール
- 情懐ホール
- 専用機陳列ホール
- 臨時展ホール
- 映像ホール
- 多機能ホール
- 貴賓ホール